# Ocena technologii
Ocena technologii (ang. Technology assessment, TA) – analiza konsekwencji rozwijania i stosowania określonych technologii, która jako narzędzie dostarczania wiedzy wspiera procesy decyzyjne, a tym samym pomaga w podejmowaniu decyzji politycznych.

## Założenia
Ocena technologii ma być systematyczną i wieloaspektową ewaluacją technik już istniejących, jak również tych planowanych czy postulowanych oraz ich skutków bezpośrednich i kumulatywnych w różnych obszarach życia – od środowiska przyrodniczego do struktur społecznych i politycznych. Wychodzi ona z założenia, że technika stanowi współcześnie kluczowy składnik naturalnego środowiska ludzkiego życia i działania. Wdrożenie określonego elementu techniki ułatwia lub utrudnia pewne działania, wzmacnia lub zmniejsza ich skutki, umożliwia działania dotąd niemożliwe, przekształca stosunki społeczne i wyznacza relacje władzy, buduje ramy odniesienia dla rozumienia rzeczywistości i współdeterminuje znaczenie rozmaitych pojęć. W konsekwencji współczesna technika oddziałuje na różne sfery codziennego życia, kształtując zachowania indywidualne i relacje interpersonalne. Zatem rozwijanie nowych technologii ma skutki zarówno techniczne, jak i ekonomiczne, polityczne i moralne, a  odpowiedzialność za nie ciąży nie tylko na jej użytkownikach, ale także na projektantach, producentach, sprzedawcach i popularyzatorach. 
Początki oceny technologii sięgają lat 70. XX w., gdy przy Kongresie Stanów Zjednoczonych powstało Biuro Oceny Technologii, które stało się pierwowzorem dla podobnych instytucji w Europie. Miało ono dokonywać możliwie wszechstronnej oceny skutków stosowania lub rozwijania określonych technologii (bądź też powstrzymania się od ich wykorzystywania), a wiedza ta miała umożliwiać decydentom politycznym podejmowanie odpowiednich decyzji. Była to odpowiedź na pojawiające się w II poł. XX w. technologie uznawane za ryzykowne lub wręcz niebezpieczne (m.in. technologie jądrowe, biotechnologie, nanotechnologie). Okazało się, że innowacje technologiczne obarczone są ryzykiem występowania skutków ubocznych oraz trudnych do przewidzenia konsekwencji, prowadząc do konfliktów społecznych wokół takich rozwiązań, jak: genetycznie modyfikowana żywność, budowa masztów telefonii komórkowej czy budowa elektrowni jądrowych. W zamierzeniu TA ma pełnić przede wszystkim rolę „systemu wczesnego ostrzegania” i rozpoznawać z wyprzedzeniem szanse i ryzyko związane z daną technologią, tak by można było zawczasu ocenić zasadność jej wdrażania.

## Metodologia
Nie istnieją ani specyficzne metody dla oceny technologii, ani jednolite wzorce ekspertyz z tego obszaru. Dobór metod zależy w dużej mierze od konkretnego przedmiotu badania i jego zakresu. Prowizoryczną typologię metod i procedur nadających się do wykorzystania w projektach z zakresu oceny technologii można sformułować następująco:
- pod względem przeznaczenia metody można podzielić na: 
  - strukturalizujące (m.in. teoria systemów i analiza systemowa, analiza ryzyka, analiza przepływów, analiza oddziaływań, ekobilans, analiza wejście-wyjście, analizy łańcuchów procesowych),
  - pozyskiwania danych (m.in. metody oparte na danych pierwotnych oraz metody oparte na danych wtórnych, takie jak kwerendy, analizy dokumentów, wywiady z ekspertami, systemy bazodanowe),
  - heurystyczne (m.in. burza mózgów i sesje pomysłowości, matryce morfologiczne, metody synektyczne, wywiady z ekspertami, metody delfickie, metody wpływów krzyżowych),
  - prognostyczne (m.in. metody ekstrapolacyjne, modelowanie i metody symulacyjne, metody analogiczne oraz metody scenariuszowe),
  - ewaluacyjne (m.in. wartościowanie socjoetyczne i rachunek utylitarystyczny, analiza użyteczności, analiza kosztów i korzyści, analiza opłacalności, analiza istotności, analiza drzewa wartości, analiza i rekonstrukcja dyskursu, procedury partycypacyjne);
- ze względu na rodowód można wyróżnić: 
  - metody zorientowane technologicznie (m.in. szacowanie ryzyka i metoda wartości granicznych, metoda rekonstrukcji preferencji ujawnionych, metoda analizy preferencji wyrażonych),
  - metody wywodzące się z ekonomii (m.in. teorie dobrobytu, teoria wyboru publicznego, analiza marginalna, metody wskaźnikowe wykorzystujące wskaźniki społeczne),
  - metody zorientowane politycznie (m.in. teorie wyboru, procedury plebiscytowe, procedury partycypacyjne, takie jak mediacje, publiforum, jury obywatelskie, panel laików, konferencja uzgodnieniowa (konsensualna), publifocus, komórka planowania, warsztaty przyszłości, dyskurs kooperacyjny, metoda borykania się, metoda skanowania mieszanego),
  - systematyczne metody bilansowe (m.in. analiza kosztów-korzyści, analiza korzyści i ryzyka, metody wieloatrybutowego podejmowania decyzji),
  - modele planistyczne (np. PPBS, Planning, Programming, and Budgeting System),
  - metody wywodzące się z teorii systemów i analizy systemowej (m.in. metody scenariuszowe, analiza współzależności, koncepcje potrzeb podstawowych)[4].

## Przykładowe instytucje oceny technologii w świecie
- European Parliamentary Technology Assessment (EPTA)[5] – Unia Europejska
- Parliamentary Office of Science and Technology (POST)[6] – Wielka Brytania
- Institute for Technology Assessment and Systems Analysis (ITAS)[7] – Niemcy
- Centre for Technology Assessment (TA-SWISS)[8] – Szwajcaria